# Lj (dígrafo)

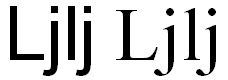
El dígrafo Lj

El dígrafo Lj (lj en minúsculas) es una letra presente en algunas lenguas eslavas, como la versión latina del serbocroata y en el macedonio romanizado , donde representa una aproximante lateral palatal /ʎ/ . Por ejemplo, la palabra ljiljan se pronuncia /ʎiʎan/ . La mayoría de los idiomas que contienen la letra ⟨Lj⟩ en el alfabeto son fonémicos, lo que significa que cada símbolo representa un sonido y siempre se pronuncia de la misma manera. En este caso, uniendo las letras L y J crea una nueva letra o un sonido. El dígrafo se trata como una sola letra y, por lo tanto, tiene su propio lugar en el alfabeto , ocupa solo un espacio en los crucigramas y se escribe en línea en texto vertical. Sin embargo, no se encuentra en los teclados de computadora estándar. Al igual que su contraparte latina , el alfabeto cirílico tiene un símbolo específico para el mismo sonido: Љ .
En caso de oración, solo L está en mayúscula.
El mismo sonido aparece en italiano escrito con ⟨gl⟩, en algunas variantes de español y catalán como ⟨ll⟩ , en portugués como ⟨lh⟩, en algunos dialectos húngaros como ⟨ly⟩ y en letón como ⟨ļ⟩ . En checo y eslovaco, a menudo se transcribe como ⟨ľ⟩ (se usa con más frecuencia en el último idioma).
Ljudevit Gaj propuso por primera vez este dígrafo en 1835.